# Stefano Collina
Stefano Collina (Faenza, 28 dicembre 1966) è un politico italiano, senatore della Repubblica dal 15 marzo 2013 al 12 ottobre 2022 per il Partito Democratico, ricoprendo diversi incarichi parlamentari.

## Biografia

### Gli inizi in politica a Faenza
Alle elezioni comunali in Emilia-Romagna del 1994 si candida al consiglio comunale di Faenza, tra le liste del Partito Popolare Italiano (PPI) a sostegno del candidato sindaco del centro-sinistra Enrico De Giovanni, venendo eletto consigliere comunale. Alle comunali emiliane-romagnole del 1998 viene confermato nel consiglio comunale della sua città per un secondo mandato sotto l'amministrazione di De Giovanni. 
Dal 1996 al 1999 è stato segretario comunale del PPI di Faenza. 
È stato assessore alla Cultura prima (1999-2000) e alle attività produttive e all'economia poi (2000-2010) nella giunta comunale di Faenza guidata da Claudio Casadio.
Nel 2002 aderisce a La Margherita di Francesco Rutelli, lista elettorale che si trasformò in partito raccogliendo il PPI, Rinnovamento Italiano di Lamberto Dini e I Democratici di Arturo Parisi.
Nel 2007 aderisce alla confluenza della Margherita nel Partito Democratico (PD), dove si colloca nell'area cattolica del partito e successivamente si avvicina al movimento dei "Rottamatori", di stampo centrista e liberale, guidato dal sindaco di Firenze Matteo Renzi.

### Elezione a senatore
Nel dicembre 2012 partecipa alle elezioni primarie "Parlamentarie” indette dal PD per scegliere i candidati al Parlamento alle imminenti elezioni politiche, ottenendo 2.513 voti di preferenze, venendo candidato al Senato della Repubblica, tra le liste del PD nella circoscrizione Emilia-Romagna in tredicesima posizione, risultando eletto senatore. Nel corso della XVII legislatura ha fatto parte della Commissione parlamentare d'inchiesta sul fenomeno degli infortuni sul lavoro e sulle cause del disastro del traghetto Moby Prince, della Commissione parlamentare per l'infanzia e l'adolescenza e per l'attuazione del federalismo fiscale, della 10ª Commissione Industria, commercio, turismo e della 1ª Commissione Affari Costituzionali, di cui è stato vicepresidente dal 12 luglio 2017 al 22 marzo 2018, oltre ad essere firmatario, assieme al collega Bruno Astorre, della proposta di legge elettorale sul cosiddetto "Sindaco d'Italia" o "Legge D'Alimonte" (dal nome del politologo e ideatore Roberto D'Alimonte), che introduce un sistema elettorale maggioritario a doppio turno con ballottaggio, approvata dopo varie modificazioni alla Camera dei deputati nel marzo 2014 (cosiddetto Italicum).
Nel 2016 è stato tra i 31 parlamentari del PD, soprattutto di area cattolica, a firmare un emendamento contro l'articolo 5 del disegno di legge Cirinnà riguardante l'adozione del figlio del partner.
Alle elezioni primarie del Partito Democratico del 2013 sostiene la mozione di Renzi, che risulterà vincente con il 67,55% dei voti rispetto a Gianni Cuperlo (18,21%) e Pippo Civati (14,24%), venendo eletto membro dell'Assemblea nazionale del partito. 
In vista del referendum costituzionale sulla riforma Renzi-Boschi del 4 dicembre 2016, si schiera e sostiene attivamente il "Sì" nel suo territorio, mentre alle primarie del PD del 2017 ha sostenuto la candidatura del segretario uscente Renzi.

### Rielezione al Senato
Alle elezioni politiche del 2018 viene ricandidato al Senato della Repubblica nel collegio uninominale Emilia-Romagna - 02 (Ravenna), sostenuto dalla coalizione di centro-sinistra in quota Partito Democratico, venendo rieletto senatore con il 32,54% dei voti e superando i candidati del centro-destra Massimiliano Alberghini (31,24%) e del Movimento 5 Stelle Alessandro Ruffilli (26,86%); è uno degli unici sette senatori del PD eletti nell'uninominale. Nella XVIII legislatura della Repubblica è stato tesoriere del gruppo parlamentare del PD al Senato, oltreché componente della 1ª Commissione Affari Costituzionali, della 4ª Commissione Difesa, della Commissione parlamentare per l'attuazione del federalismo fiscale, della Commissione parlamentare d'inchiesta sulle attività connesse alle comunità di tipo famigliare che accolgono minori, della 10ª Commissione Industria, commercio, turismo, di cui è stato vicepresidente dal 29 luglio 2020 al 12 ottobre 2022, e membro, vicepresidente e presidente della 12ª Commissione Igiene e sanità, eletto il 5 febbraio 2020 in sostituzione di Pierpaolo Sileri (a sua volta nominato viceministro della salute nel governo Conte II) e sostituito il 29 luglio dello stesso anno da Annamaria Parente.
In vista delle primarie del PD del 2019 sostiene la mozione del segretario uscente Maurizio Martina, ex ministro delle politiche agricole nei governi Renzi e Gentiloni e rappresentante l'area "filo-renziana" del partito, che risulterà perdente arrivando secondo dietro a Nicola Zingaretti con il 22% dei voti. Successivamente aderisce alla corrente interna del PD "Base Riformista", di stampo riformista e centrista, guidata da Lorenzo Guerini e Luca Lotti.
A settembre 2019, quando Matteo Renzi e una parte dei renziani abbandonano il PD per fondare Italia Viva, sceglie di restare nel partito.
In vista delle elezioni politiche anticipate del 2022 non viene ricandidato al Parlamento dal PD, e il 12 ottobre 2022, con la conclusione della XVIII legislatura, cessa il suo mandato da senatore.  

### Fuori dal Parlamento
Tornato alla professione precedente, prosegue l'impegno politico nella sua Faenza. Alle primarie del PD del 2023 sostiene, assieme a "Base Riformista", la candidatura di Stefano Bonaccini, presidente della Regione Emilia-Romagna dal 22 dicembre 2014, facendo parte del suo comitato promotore a Faenza, ma viene sconfitto dalla deputata del PD Elly Schlein nonostante a Faenza Bonaccini prevale con il 53,6%.